# Раздольное (Мазановский район)
В Амурской области также есть сёла Раздольное в Тамбовском районе и Раздольное в Шимановском районе.
Раздо́льное — село в Мазановском районе Амурской области России. Административный центр Романкауцкого сельсовета.

## География
Село находится на правом берегу реки Каменушка (левый приток Зеи), на расстоянии 20 км к юго-востоку от села Новокиевский Увал, административного центра района.
Дорога к селу Раздольное идёт на восток от 10-го километра автодороги областного значения «Новокиевский Увал — Серышево».
На юго-восток от Раздольного идёт дорога к сёлам Романкауцы и Дружное.

## Население
| 2002 | 2010 | 2012 | 2013 | 2014 | 2015 | 2016 |
| ---- | ---- | ---- | ---- | ---- | ---- | ---- |
| 322  | ↘209 | ↘194 | ↘187 | ↘176 | ↗178 | ↘169 |
| 2017 | 2018 |      |      |      |      |      |
| ↘161 | ↘150 |      |      |      |      |      |